# Patrick Agyemang
Pour les articles homonymes, voir Agyemang.
Patrick Agyemang, né le 29 septembre 1980 à Walthamstow (Londres), est un footballeur international ghanéen qui évoluait au poste d'attaquant.
Il possède également la nationalité britannique.

## Biographie
Le 21 mai 2012, QPR annonce que Patrick Agyemang est libéré à l'issue de son contrat, qui court jusqu'au 30 juin.